# Volkssturm

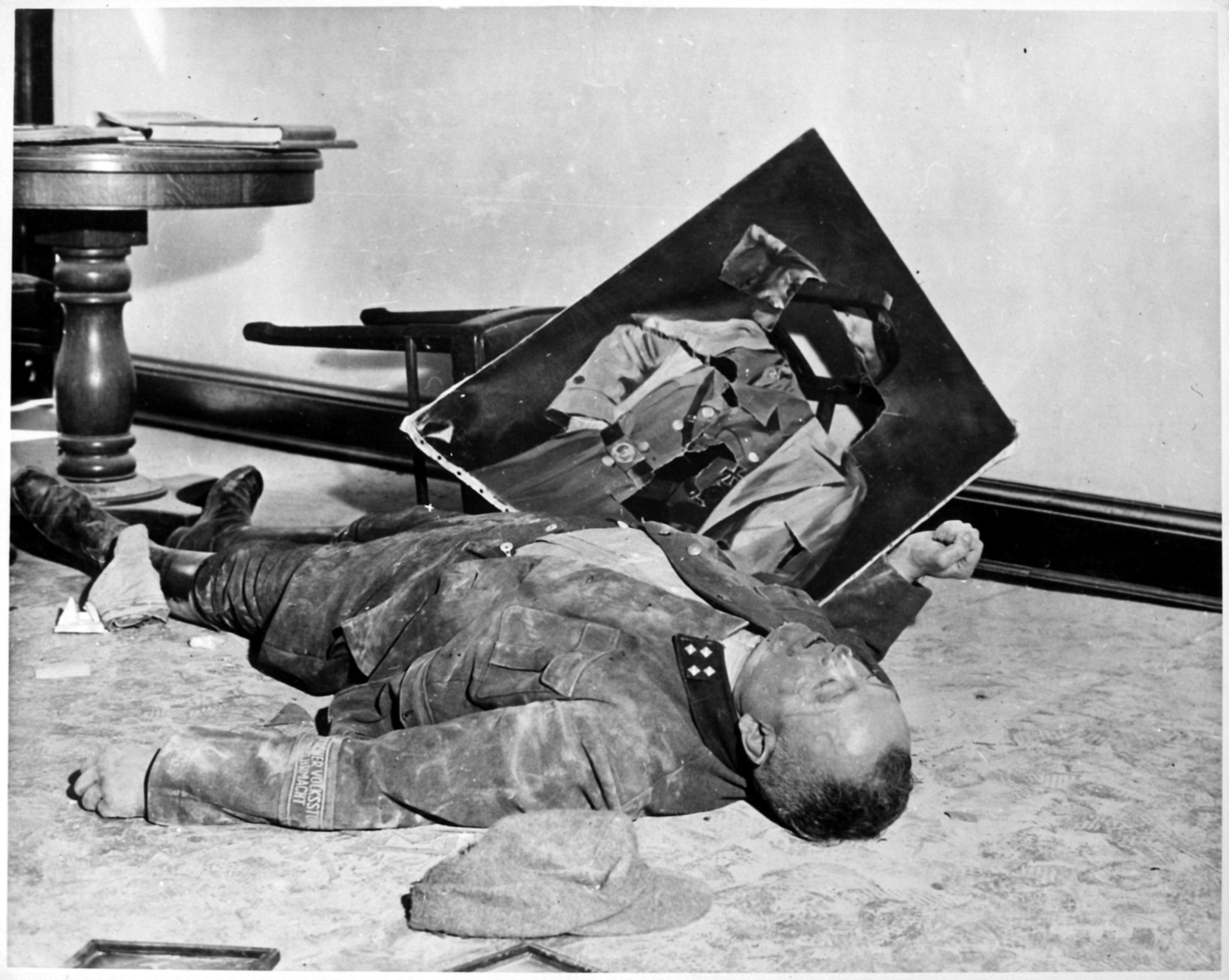
En död bataljonschef i Volkssturm under ett skadat porträtt av Adolf Hitler. En symbol för Nazitysklands nederlag i andra världskriget. Politikern Walter Dönicke, död den 19 april 1945.

Armbindel för Volkssturm. Beteckningen Wehrmacht användes för att ge folkstormmännen skydd som legala kombattanter enligt krigsfolkrätten.

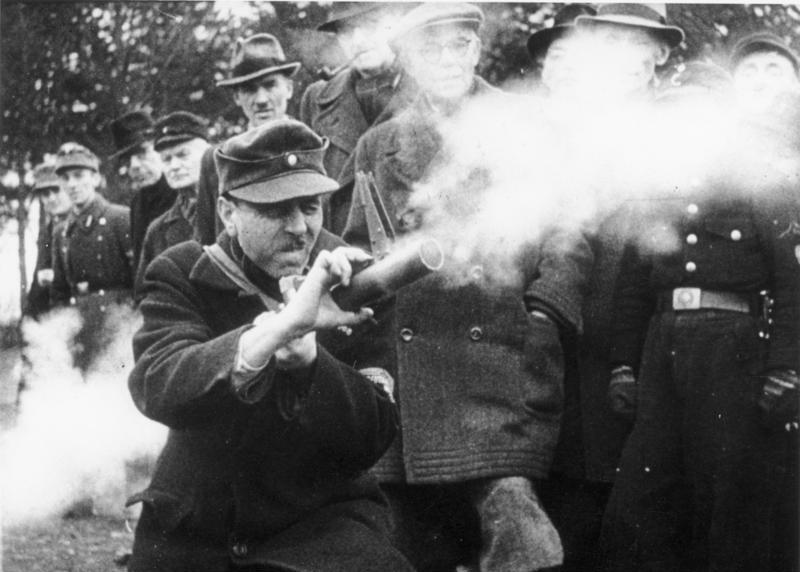
Övningsskjutning med Panzerfaust i mars 1945

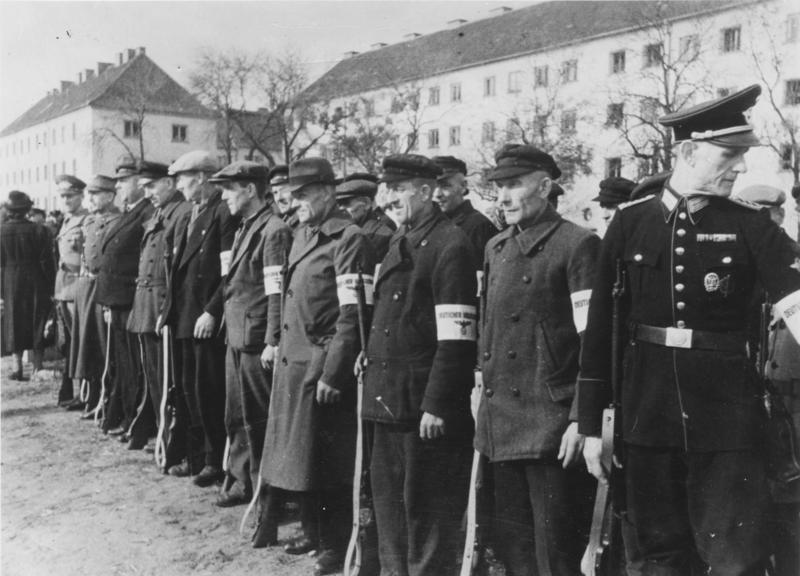
Folkstormsoldater, oktober 1944.

Volkssturm var en tysk militär organisation i slutskedet av andra världskriget. Den hade existerat på papperet sedan 1935, men det var inte förrän i och med Adolf Hitlers order den 18 oktober 1944 att sex miljoner "stridsföra" män skulle rekryteras som Volkssturm blev en verklig stridskraft. Dessa män utgjordes av personer mellan 16 och 60 års ålder som ännu inte tjänstgjorde i något militärt förband.

## Förutsättningar
Tanken var att Volkssturm skulle fungera som ett hemvärn och enbart verka i sina lokalområden, men ändå sändes många män direkt till frontlinjerna. De största insatserna gjordes dock i slaget om Berlin där många Volkssturmsoldater stupade, på grund av sin ideologiska övertygelse samt fruktan för vad ett tillfångatagande av Röda armén skulle innebära.
Eftersom Wehrmacht inte kunde förse Volkssturmssoldaterna med en uniform, tilldelades dessa en svart armbindel med texten Deutscher Volkssturm – Wehrmacht för att de skulle uppfylla krigsfolkrättens krav på att betraktas som legala kombattanter. De som hade civila yrkesuniformer, exempelvis tågkonduktörer, bussförare, brevbärare med mera använde då istället dessa som klädsel.
Utbildningen var oftast endast en ytterst kortfattad genomgång av vapen som Karbiner 98k eller Panzerfaust, men det fanns trots det ett visst militärt kunnande då flertalet av de äldre var veteraner från första världskriget eller åtminstone fullgjort sin allmänna värnplikt.
Termen förväxlas ibland med Volksgrenadier-division.

## Organisation
Trots texten på armbindeln var Volkssturm inte underställd Wehrmacht utan nazistpartiet (NSDAP) ansvarade för uppställning och ledning. Reichsführer-SS Heinrich Himmler, som då också var chef för arméreserven och chef för arméns materielförsörjning, fick ansvar för den militära organisationen, utbildningen, beväpningen och utrustningen.
Volkssturm organiserades i bataljoner, som under omfattande propaganda uppställdes genom respektive Gauleiter. Volkssturms uppdrag omfattade i första hand fältarbeten, bevakning och lokalförsvar, huvudsakligen i den egna hemorten.

## Freikorps Sauerland
Freikorps Sauerland var ett paramilitärt förband som organiserades i september 1944 av Gauleitern i Gau Westfalen-Süd, Albert Hoffmann. I oktober underställdes det Volkssturm och kom att betraktas som ett elitförband inom folkstormen. Det utmärktes genom sin enhetligare uniformering och egna förbandstecken på uniform och hjälm. Förbandet led betydande förluster i striderna vid Rhen.

## Rekrytering
De sex miljoner folkstormspliktiga männen indelades i fyra uppbåd:
- Aufgebot I, första uppbådet, omfattade alla vapenföra män i årsklasserna 1884-1924. De flesta av dessa var över femtio år gamla och hade deltagit i första världskriget. Första uppbådet kunde inkallas i upp till sex veckors sammanhängande tjänst. Av första uppbådet bestående förband kunde sättas in även utanför hemorten.
- Aufgebot II, andra uppbådet, bildades av män i åldern 25-50 år som inte inkallats till Wehrmacht på grund av sina krigsviktiga civila arbetsuppgifter. Förband bestående av soldater från andra uppbådet kunde bara sättas in nära hemorten, för att inte störa krigsmaterielproduktionen.
- Aufgebot III, tredje uppbådet, omfattade årsklasserna 1925-1928, såvitt de inte redan tjänstgjorde i Wehrmacht eller Waffen-SS. Årsklass 1928, som då var 16 år gamla, skulle till slutet av mars 1945, få militär utbildning i Hitler-Jugend (HJ) och Reichsarbeitsdienst (RAD). De äldre årsklasserna var redan organiserade i HJ eller inkallade till RAD.
- Aufgebot IV, fjärde uppbådet, omfattade alla inte krigstjänstodugliga män, det vill säga sådana som egentligen var frikallade, men kunde användas för bevakningstjänst.

I regel blev endast de två första uppbåden organiserade. Årsklass 1928 var helt och hållet uppväxta och uppfostrade i Nazityskland och 17 % av denna årsklass anmälde sig som frivilliga till Volkssturm. Efter Hitlers död utsträckte Wilhelm Keitel folkstormplikten även till att omfatta årsklass 1929. Det är okänt hur många verkligen tjänstgjorde i Volkssturm. Folkstormens stabschef uppskattade att över 700 bataljoner hade stridskontakt med fienden.

## Grader
Det fanns endast fem grader inom Volkssturm.
- Volkssturmmann (ingen gradbeteckning) (folkstormman)

1. Gruppenführer (gruppchef)
2. Zugführer (plutonchef)
3. Kompanieführer (kompanichef)
4. Bataillonsführer (bataljonschef)